# Otxàkiv

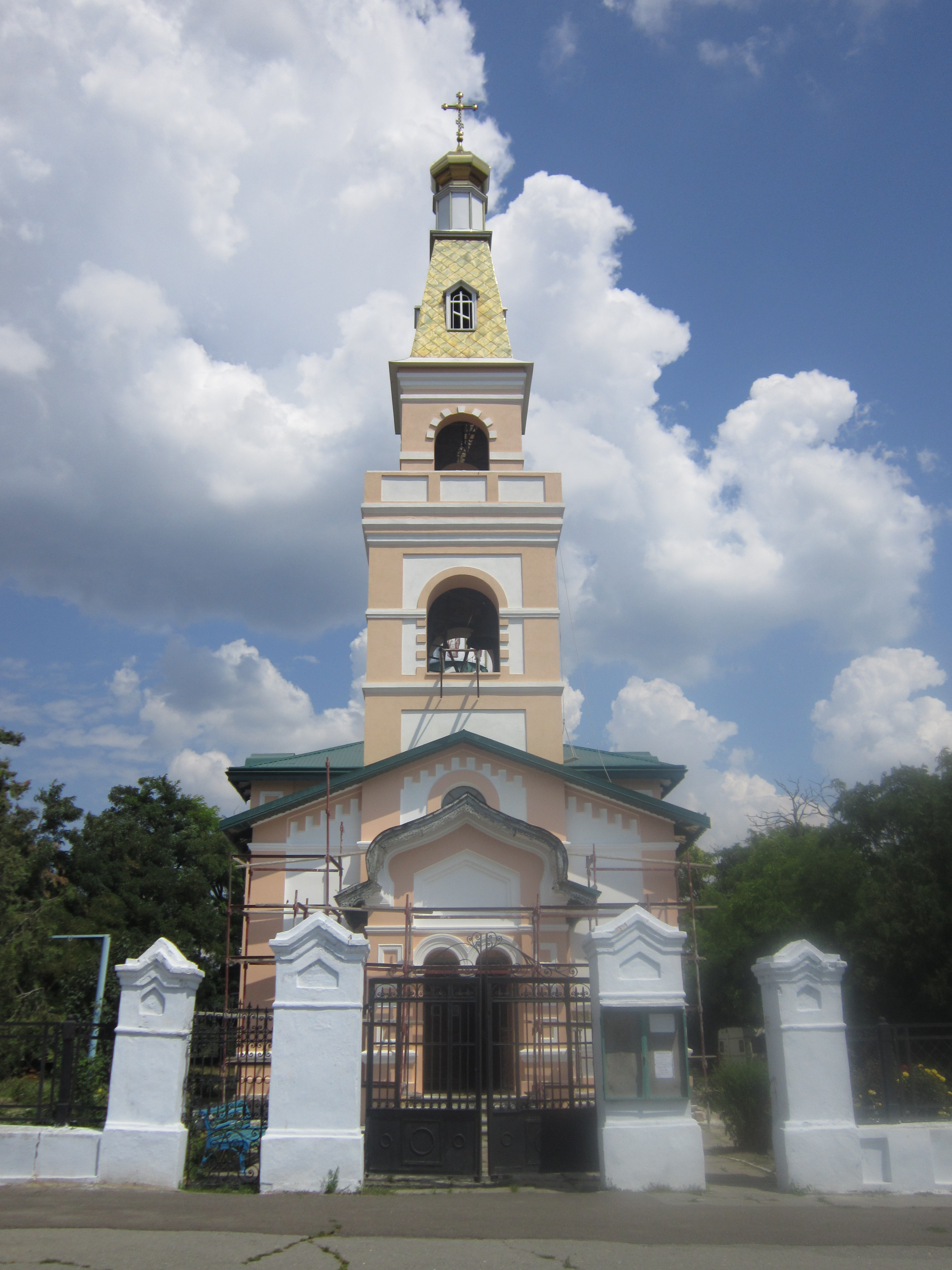
Església de Sant Nicolau, a Otxàkiv

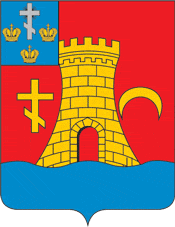
Escut

Otxàkiv (en ucraïnès: Очаків, en rus: Очаков Otxàkov, en tàtar de Crimea i turc Özi o Özü, en romanès Oceakiv) és una ciutat de l'óblast de Mikolaiv al sud d'Ucraïna, capital del raion (districte) d'Otxàkivsky, i al mateix temps formen (exclusivament la ciutat) un raion de l'óblast. Està situada en una península a la mar Negra, a l'entrada de l'estuari del Dnièper, enfront de Kinburn. No lluny havia existit l'antiga ciutat grega milèsia d'Òlbia i la colònia d'Alektor. La població (2001) era de 16.900 habitants. A la ciutat destaca el Museu de Suvorov (antiga mesquita del segle xv i església de Sant Nicolau des de 1804).

## Història
El Dnièper fou frontera primer entre Lituània i Polònia a l'oest i el Kanat de Crimea a l'est, i més tard entre l'Imperi Otomà i el kanat (si bé aquest va passar a ser vassall de l'imperi). El rei Vitautes de Lituània va edificar a la vora del Buh Meridional un fort anomenat Dashiv que fou ocupat pels tàtars de Meñli I Giray el 1492 i rebatejat Djankirman (Jan Kirman, Dehkirman, possiblement "Fortalesa Desitjada"). El 1538 va passar a domini directe otomà i rebatejada Özi. Els otomans la van utilitzar com a fortalesa de frontera. Al segle xvii els cosacs van aconseguir llançar expedicions a l'altre costat del Dnièper i van fundar Sič més amunt del riu, però els otomans van mantenir Özi. A la Guerra russoturca (1735-1739) els russos la van ocupar manats pel mariscal Burkhard Christoph von Munnich (juliol de 1736) però la van haver de retornar pel tractat de Belgrad de 1739. A la Guerra russoturca (1787-1792), Grigori Potiomkin la va tornar a ocupar per als russos després d'un setge de sis mesos en desembre de 1788, i el tractat de Iași els ho va reconèixer el 1792. Mentre durava el setge, la batalla naval d'Özi entre Cezayirli Gazi Hasan Paşa i els caps russos John Paul Jones i Carles de Nassau-Siegen, va ser notable. La comarca era anomenada en turc Ači-kale i els russos van derivar d'aquest nom el de la fortalesa: Otxakov.
Fou bombardejada i ocupada per les forces anglofranceses (17 d'octubre de 1855) en l'anomenada batalla de Kinburn. Va romandre en mans dels anglesos i francesos fins al final de la guerra. Després de la guerra els russos van reconstruir i reforçar les fortificacions que havien destruït abans d'abandonar la ciutat. A la caiguda de l'imperi fou part d'Ucraïna, després república socialista soviètica, excepte entre 1941 i 1944 quan fou ocupada pels romanesos. Des de 1991 va quedar dins la Ucraïna independent. Modernament és una població residencial, i port de pesca.